# 西奈航空
西奈航空（阿拉伯文：سيناء للطيران）是一間埃及的航空公司。

## 歷史
该航空公司成立於1982年，当時提供由埃及至以色列的定期飛行服務，之后這條航線因政治原因不能继续由埃及航空执行。那時使用的是波音737-200飛機，是从埃及航空租賃来的。然後在1980年初期，西奈航空使用的全部为福克F27机型。

## 航線
- 以色列
  - 本-古里安國際機場

## 機隊
西奈航空有从埃及航空租賃来的兩架波音737-500。

## 外部連結
- 西奈航空機隊